# كامبايلو دي أراندا
بلدية كامبايلو دي أراندا (بالإسبانية: Campillo de Aranda)‏, هي إحدى بلديات مقاطعة برغش, التي تقع في منطقة قشتالة وليون, والتي تقع في شمال غرب إسبانيا.
يبلغ عدد سكانها 194 نسمة وفقاً لإحصائية سنة (2002).